# Přestavlky (Přerovi járás)
Přestavlky település Csehországban, Přerovi járásban. Přestavlky Stará Ves, Říkovice, Dobrčice és Horní Moštěnice településekkel határos. Lakosainak száma 254 fő (2024. január 1.).

## Népesség
A település lakosságának változását az alábbi diagram mutatja:
| Lakosok száma | 415  | 497  | 538  | 414  | 301  | 255  | 276  | 275  | 266  | 254  |
|               | 1869 | 1890 | 1921 | 1950 | 1980 | 2001 | 2017 | 2019 | 2022 | 2024 |